# ...And Don't Deliver Us from Evil
...And Don't Deliver Us From Evil è il sesto album in studio del gruppo musicale italiano Forgotten Tomb, pubblicato nel 2012.

## Tracce
1. Deprived – 6:13
2. ...and Don't Deliver Us from Evil – 7:44
3. Cold Summer – 8:33
4. Let's Torture Each Other – 6:00
5. Love Me Like You'd Love the Death – 8:43
6. Adrift – 7:46
7. Nullifying Tomorrow – 7:32

## Formazione
- Ferdinando "Herr Morbid" Marchisio - voce, chitarra
- A. - chitarra
- Alessandro "Algol" Comerio - basso
- Asher - batteria